# Вордраген
Вордраген (нід. Wordragen) — селище в нідерландській провінції Гелдерланд. Входить до муніципалітету Масдріл.
Перша згадка про населений пункт датується  13-им сторіччям. Наразі у ньому нараховується близько 40 будинків.